# Medicine show

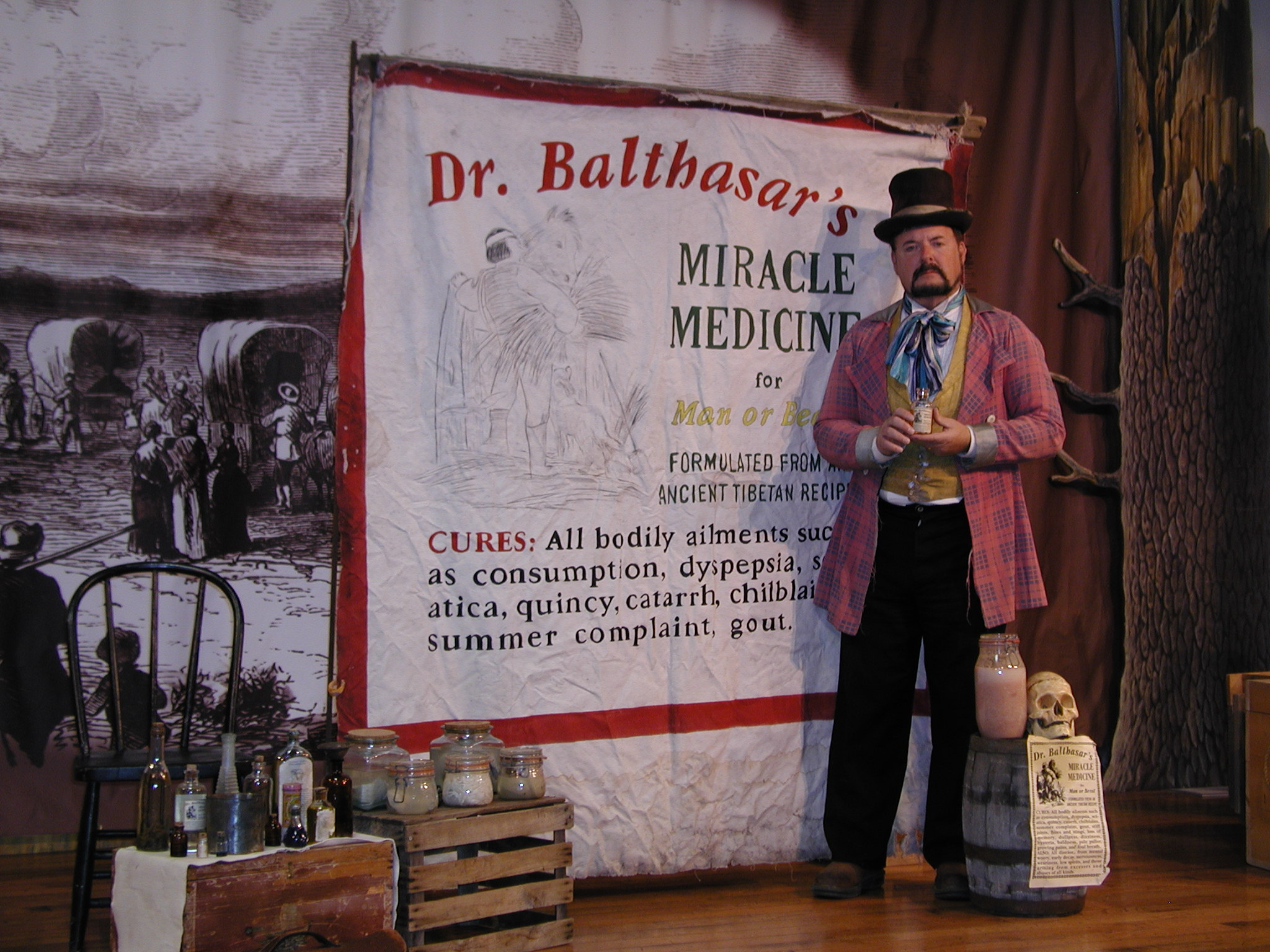
Reconstitution d'un medicine show au Centre National d'Interprétation Historique de la Piste de l'Oregon en 2014

Les medicine shows, que l'on peut traduire par « spectacles de médecine », étaient des spectacles itinérants (voyageant en camion, en train, à cheval ou en chariot) avec comme objectif de colporter des médicaments estampillés « remède miracle » et d'autres produits au milieu de toutes sortes de divertissements. Ils se sont développés à partir de spectacles européens de charlatans et étaient courants aux États-Unis au XIXe siècle, en particulier au moment de la Conquête de l'Ouest (bien que certains se soient poursuivis jusqu'à la Seconde Guerre mondiale). Ils promouvaient généralement les « élixirs miracles » (parfois appelés serpent oil, « huile de serpent », l'équivalent de « poudre de perlinpinpin »), qui, prétendait-on, avaient la capacité de guérir les maladies, de lisser les rides, d'éliminer les taches, de prolonger la vie ou de guérir un certain nombre de maladies courantes. La plupart des medicine shows avaient leur propre médicament « breveté » (ces médicaments étaient pour la plupart non brevetés mais en ont pris le nom pour paraître « officiel »). Les divertissements comprenaient souvent un freak show, un cirque de puces savantes, des pièces musicales, des tours de magie, des histoires drôles ou des contes. Chaque spectacle était dirigé par un homme se faisant passer pour un médecin qui attirait la foule avec un monologue. Les artistes, tels que les acrobates, les magiciens, les danseurs, les ventriloques, les hommes musclés, les artistes exotiques ou les tireurs au fusil, maintenaient le public attentif jusqu'à ce que le bonimenteur vende ses produits.

## Histoire

### Les origines

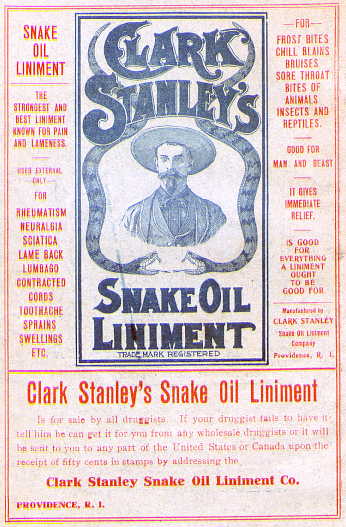
Publicité pour le liniment à l'huile de serpent de Clark Stanley.

Alors que les orateurs vendant des remèdes miraculeux existent depuis l'Antiquité, la combinaison de performances artistiques avec la vente médicaments dans la culture occidentale est apparue en Europe au Moyen Âge, après que les cirques et les théâtres aient été interdits et que les artistes n'aient plus que les marchés ou les mécènes pour les financer. Les charlatans voyageaient à travers petites ou grandes villes, vendant des élixirs miraculeux en offrant de petits spectacles de rue et des guérisons miraculeuses. Des colporteurs itinérants de médicaments douteux sont apparus dans les colonies américaines avant 1772, date à laquelle une loi interdisant leurs activités a été promulguée. Des performances de plus en plus élaborées ont été développées pour plaire à une population essentiellement rurale.

## XIXesiècle
Au cours du XIXe siècle, les charlatans itinérants ont cédé la place à des medicine shows plus policés, qui se prévalaient d'une industrie florissante de la médication brevetée. Au moins 1 500 médicaments brevetés ont été enregistrés en 1858, offrant à chaque aventurier entreprenant un produit spécifique à vendre. Ces « médicaments » traitaient rarement les symptômes spécifiques d'une maladie, s'appuyant plutôt sur des stimulants ou d'autres médicaments pour produire un effet agréable. L'alcool, l'opium et la cocaïne étaient des ingrédients typiques, et leurs qualités addictives incitaient les consommateurs à continuer de les acheter, tandis que leur prétendu avantage médicinal offrait une excuse suffisante. En 1900, l'industrie des médicaments brevetés valait 80 millions de dollars. L'expansion de l'industrie de la publicité a également contribué à l'essor du medicine show, grâce à laquelle les spectacles ont pu se procurer des affiches, des dépliants, des prospectus et d'autres produits dérivés bon marché pour promouvoir leurs produits. D'autres formes de publicité incluaient l'utilisation de jingles mémorables, de témoignages sensationnels et de tactiques basées sur la peur.
Les medicine shows combinaient diverses formes de divertissement populaire avec les arguments de vente d'un « médecin » autoproclamé qui vendait un médicament stupéfiant ou un appareil curatif. Les spectacles étaient joués soit à l'extérieur d'un wagon, d'une plate-forme, d'une tente (ou chapiteau), soit en intérieur dans un théâtre ou une salle d'opéra. L'entrée était généralement gratuite ou nominative. Les orateurs faisaient des déclarations grandioses sur l'efficacité de leur produit, infiltrant parfois de faux témoins dans le public. L'objectif de l'orateur était de créer un besoin, ou une peur, puis d'offrir son médicament unique comme seul remède. L'alternance du divertissement et des arguments de vente atténuait la résistance du public, jusqu'à ce que la foule soit emplie d'un désir pour le produit. Le spectacle continuait de fonctionner autant de jours que possible, puis passerait à la ville suivante. Un spectacle pouvait rester en un endroit donné entre une nuit et six semaines, selon l'efficacité de la troupe.
Les medicine shows apportaient souvent du divertissement aux communautés rurales qui ne voyaient parfois pas d'autres types de spectacles pendant des années. Quelle que puisse être la qualité des conseils médicaux, les spectateurs en avaient pour leur argent grâce aux divertissements gratuits. Certains shows suivaient des circuits couvrant l'ensemble des États-Unis, bien que la plupart se soient concentrées sur le Midwest rural et le Sud, où les habitants étaient considérés comme particulièrement crédules.

### Hamlin's Wizard Oil Company et Kickapoo Indian Medicine Company

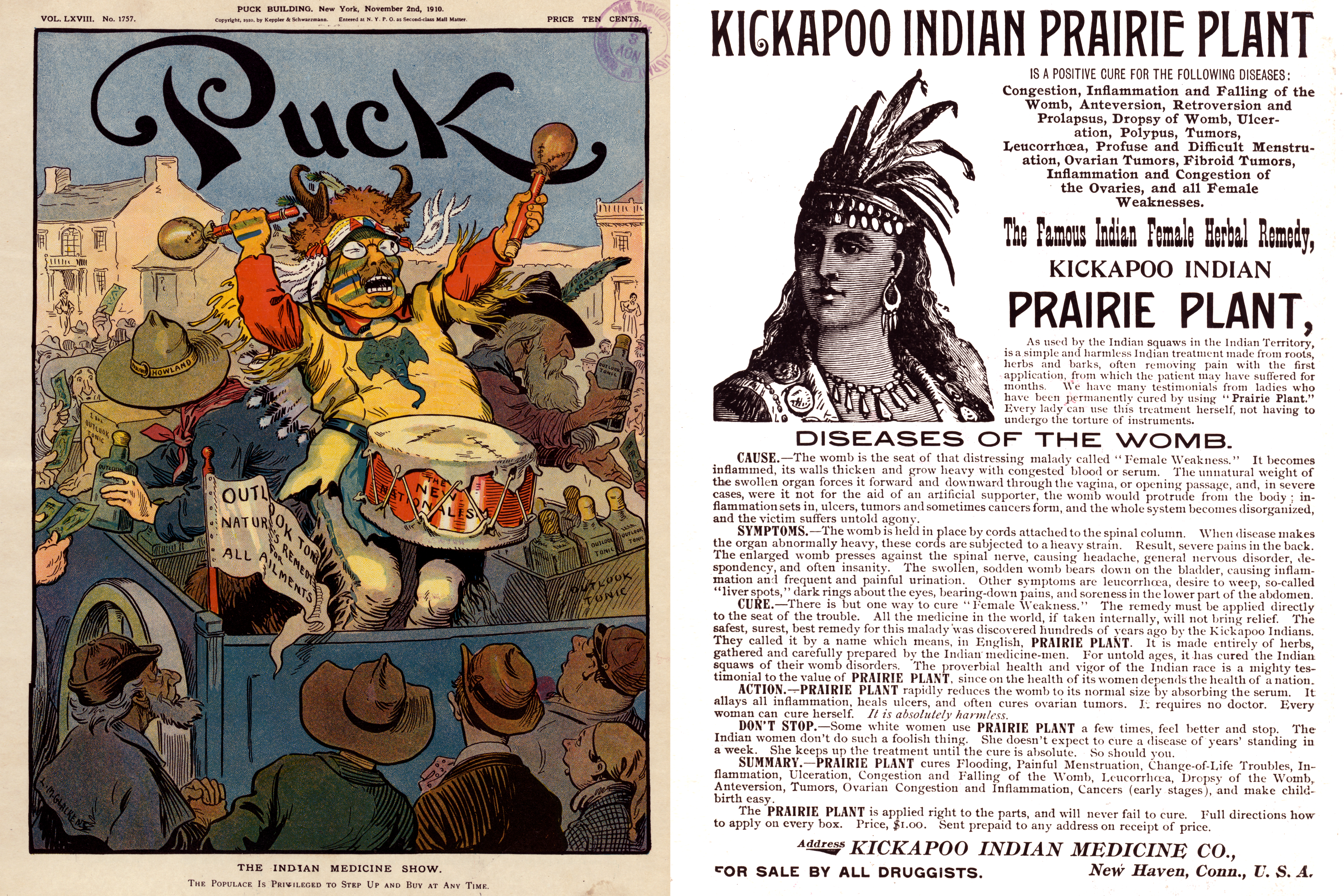
Caricature d'un bonimenteur de medicine show indien dans une lithographie de 1910, et affiche publicitaire pour la « plante de prairie des indiens Kickapoo ».

Les deux medicine shows américains les plus grands et les plus populaires étaient la Wizard Oil Company de Hamlin, fondée à Chicago par John et Lysander Hamlin, et la Kickapoo Indian Medicine Company, fondée en 1881 par Charles Bigelow et John Healey. Les troupes de la Wizard Oil Company de Hamlin ont voyagé dans des wagons spécialement conçus, avec des orgues intégrés et une scène pour les interprètes musicaux. Leur attrait était un divertissement musical sain et moral pour toute la famille. Une partie de leur publicité comprenait des songsters ou de petits livrets de paroles de chansons incluant la publicité Wizard Oil.
La Kickapoo Indian Medicine Company a créé des spectacles itinérants basés sur de fausses cérémonies indiennes, comme des danses de guerre et des mariages. Des « représentants » de la tribu Kickapoo vantaient dans leur langue, avant d'être traduit, le médicament breveté le plus célèbre, appelé Sagwa. La compagnie a également présenté d'autres formes de divertissement, telles que des spectacles de vaudeville, des spectacles de chiens savants, des danses et des acrobaties.

## XXesiècle
Comme des produits pharmaceutiques commerciaux fiables furent produits au niveau industriel au début du XXe siècle, la réputation et le marché des remèdes maison ont commencé à décliner, et les medicine shows sont devenus de plus en plus dépendants de la qualité de leur divertissement. Mais comme la population américaine est devenue moins rurale et plus urbanisée, la disponibilité d'autres formes de divertissement, telles que le cinéma, le vaudeville et plus tard la radio, a conduit à la disparition progressive des medicine shows itinérants. Dans les années 1930, peu de ces compagnies ont continué à tourner aux États-Unis. Encore moins de spectacles ont résisté aux bouleversements économiques et sociaux de la Grande Dépression et de la Seconde Guerre mondiale. Ceux qui ont survécu dans les années 1950 se sont retrouvés en concurrence avec la télévision et sont devenus des reliques d'une époque plus ancienne et plus innocente. Cette nouveauté, bien plus que la disponibilité des remèdes colportés, a fourni le principal soutien pour le dernier des medicine shows itinérants.

### La caravane Hadacol
L'un des spectacles itinérants les plus célèbres du XXe siècle était la caravane Hadacol, parrainée par le sénateur de l'État de Louisiane Dudley J. LeBlanc et sa LeBlanc Corporation, fabricants du douteux médicament breveté / vitamine tonique Hadacol, connu pour ses prétendus pouvoirs curatifs et sa forte teneur en alcool. Le spectacle sur scène, qui s'est déroulé dans le Sud profond dans les années 1940 à grand renfort de publicité, a présenté un certain nombre d'actes musicaux notables et de célébrités hollywoodiennes et a promu Hadacol, qui était vendu pendant l'entracte et après le spectacle. L'admission au spectacle était payée en bons d'achats de cette vitamine tonique, vendue dans les magasins du sud des États-Unis. La Caravane s'arrêta soudainement en 1951, lorsque l'entreprise Hadacol s'effondra dans un scandale financier.

### Chief Thundercloud et Peg Leg Sam
L'un des derniers grands medicine shows a connu son chant du cygne à l'été 1972, lorsque le spectacle en duo du chef Thundercloud (le vendeur Leo Kahdot, un indien Potawatomi de l'Oklahoma) et Peg Leg Sam (l'harmoniciste, chanteur et comédien Arthur Jackson) a joué lors d'un carnaval à Pittsboro en Caroline du Nord. Ce fut le dernier spectacle de l'année pour eux ; Kahdot est mort cet hiver-là.

### "Doc" Scott’s Last Real Old Time Medicine Show
Peut-être que le dernier des medicine shows a été dirigé par Tommy Scott, qui a organisé jusqu'à 300 spectacles par an jusqu'en 1990 environ. Adolescent dans les années 1930, Scott rejoint le "Doc" Chambers Medicine Show, créé par M. F. Chambers à la fin du XIXe siècle. Scott a chanté, joué de la guitare, interprété des rôles de ventriloque et de blackface, et a lancé le laxatif aux herbes Chambers's Herb-O-Lac. Lorsque Chambers a pris sa retraite à la fin des années 1930, Scott a pris en charge le spectacle, se produisant pendant de nombreuses années avec sa femme, Mary, et son acolyte, Gaines Blevins, connu sous le nom de « Old Bleb ». La fille de Scott, Sandra, a joué dans le spectacle en tant que chanteuse, bassiste et acrobate, et à partir des années 1960, elle a géré la fin des affaires du spectacle. Herb-O-Lac a finalement cédé la place à un liniment de peau mentholé, que Scott a surnommé Snake Oil. Pendant des décennies, le spectacle a fait le tour des stades et des centres pour personnes âgées sous le nom de "Doc" Scott's Last Real Old Time Medicine Show. Des années 1960 aux années 1980, le show a également sollicité des dons pour des organisations caritatives telles que le Lions Clubs et l'Optimist Club.

## Artistes célèbres
Parmi les artistes de toutes sortes qui se produisirent dans les medicine shows, certains sont devenus célèbres, parmi lesquels on peut citer notamment, les musiciens de blues Furry Lewis, Papa Charlie Jackson, Piano Red, T-Bone Walker (dans un numéro de claquettes), Pink Anderson, Big Joe Williams, Cow Cow Davenport, Sonny Boy Williamson I, Mississippi John Hurt, Peg Leg Sam et Big Bill Broonzy, le saxophoniste de jazz Buster Smith, les musiciens de musique country Jimmie Rodgers, Marty Robbins, Uncle Dave Macon, Roy Acuff, Gene Autry et Bob Wills, ou les acteurs Harry Langdon, Bobby Watson et Red Skelton.

## Dans la culture populaire

### Cinéma
Le court métrage d'animation de Walt Disney Alice's Medicine Show, de la série Alice Comedies, en 1927 montre Julius et Alice dans un medicine show.
Le film The Medicine Man de 1930 mélange la comédie et le mélodrame avec un medicine show dans une petite ville.
Dans le dessin animé Betty Boop des Fleischer Studios en 1932, Betty, Bimbo et Koko sont les propriétaires d'un medicine show itinérant. Ils vendent Jippo, un remontant tout usage, qui semble être de l'eau pompée d'une bouche d'incendie, bien que sa consommation ait un certain nombre d'effets étranges.
Dans le dessin animé de 1933 de Krazy Kat The Medicine Show, Krazy dirige un medicine show où il effectue des numéros et vend des liquides en bouteille ayant diverses utilisations.
Dans le film de Vive monsieur le maire en 1949, le personnage joué par Danny Kaye travaille pour un medicine show, vendant « L'élixir d'or de Yakov ».
Le long-métrage d'animation Peter et Elliott le dragon en 1977 présente un charlatan appelé Dr. Terminus (joué par Jim Dale), et les habitants locaux d'abord sceptiques, puis dupés par ses capacités de guérison revendiquées.
Dans l'épisode La Potion magique des Simpsons, Homer et Grand-père Simpson voyagent à travers le pays, montant des medicine show pour leur produit aphrodisiaque « Simpson and Son's Tonic ».

### Littérature
Le récit éponyme de James Thurber Doc Marlowe (publié dans Let Your Mind Alone! en 1937) est un vendeur retraité d'huile de serpent dans un medicine show, vendant plus tard le produit sous le nom de Blackhawk Liniment. Dans une tournure typique de Thurber, Marlowe triche légèrement aux cartes et d'autres jeux de hasard, mais ses massages à l'huile de serpent (une préparation inoffensive mais coûteuse) sont en fait très efficaces.
L' auteur de science-fiction Orson Scott Card a intitulé son journal en ligne The Intergalactic Medicine Show.

### Musique
Plusieurs artistes musicaux modernes se sont nommés d'après ce phénomène ancien, notamment les groupes Old Crow Medicine Show, Dr. West's Medicine Show and Junk Band, Moondog Medicine Show, Dr. Hook and the Medicine Show, MV & EE Medicine Show et Medi and the Medicine Show. Le nom a également été utilisé dans les titres de des albums Medicine Show du Dream Syndicate et The Medicine Show de Melissa Etheridge, et les chansons Medicine Show de Big Audio Dynamite, The Incredible Medicine Show de Moxy Früvous et W.S. Walcott Medicine Show de The Band. En 2010 et 2011, l'artiste hip-hop Madlib a sorti une série de remixs en 12 parties avec le titre Madlib Medicine Show.
La chanson Your Song d'Elton John, mentionne un homme qui fabrique des « potions dans un spectacle itinérant ».
Le trio comique britannique The Goodies interprète une scène dans The Goodies Traveling Medicine Show, un épisode de leur série télévisée Hospital For Hire. La scène montre un faux client infiltré (Tim Brooke-Taylor) tiré du public pour « prouver » que l'élixir mystérieux a guéri tous ses maux.
Sur l'album Everything You Know Is Wrong de la troupe comique The Firesign Theatre en 1974, le narrateur joue un enregistrement du medicine show du soi-disant Dr. Firesign, dans lequel un professeur Archer promeut la « Pyramid Pushover Paste » du  chef Dancing Knockout et « l'Inca Hell-Oil Tonic » de Don Brouhaha. Archer et son assistant préparent et ingèrent une potion hallucinogène avec ces ingrédients, ce qui conduit à une rencontre avec un chaman indien. Le numéro consiste en une pièce parodiant La Case de l'oncle Tom.
La chanson Gypsys, Tramps & Thieves, interprétée par Cher, parle d'une fille « née dans le wagon d'un spectacle itinérant ». Son père vendait des bouteilles d'huile de serpent appelée Docteur Good.
Le clip de la chanson Say Say Say de Paul McCartney et Michael Jackson montre McCartney, sa femme Linda et Jackson en train d’imiter un medicine show traditionnel.

### Autres
Dans le jeu vidéo Red Dead Redemption de Rockstar, l'un des personnages principaux joue le rôle d'un arnaqueur du début du XXe siècle colportant ce que John Marston qualifie d'huile de serpent.
En 1970, Barbara Vann et James Barbosa, deux membres de l'Open Theatre, ont fondé le Medicine Show Theatre Ensemble à New York. Cette troupe s'est déplacée plusieurs fois au cours de ses premières années, ayant des espaces de représentation permanents dans 14 endroits différents jusqu'à finalement s'installer sur la 52e Rue ouest, où elle demeure aujourd'hui. Son travail a consisté en la création de nouvelles pièces, des adaptations originales de livres classiques, des reconstructions de comédies musicales classiques (en particulier celles de Cole Porter) que l'on croyait perdues et des adaptations intelligentes d'œuvres célèbres, comme l'insertion de chansons de Cole Porter dans des pièces de Shakespeare pour en faire des comédies musicales.
Jouant le rôle du charlatan J. Phineas Flusterbeck, le magicien Mark Nilsen présente des spectacles basés sur les anciens medicine shows. Il lance « Blue Root Elixir » qui (selon une pseudo-biographie) « a redonné confiance en la crédulité du public américain ».
Le magicien Pop Haydn élabore ses spectacles de magie d'après des anciens medicine shows, avec la vente de plusieurs produits tels que la « Pop Haydn's Miracle Oil », qu'il prétend avoir reçus des indiens Placebo.